# War Resisters' International
War Resisters' International (WRI) är en internationell fredsrörelsen av antimilitarism, med över 90 anslutna grupper i 40 länder.
WRI grundades 1921, i Bilthoven, Nederländerna. Vid grundandet antogs en grundprincip som sedan dess har varit oförändrad: 
| ”        | Krig är ett brott mot mänskligheten. Jag är därför fast besluten att inte stödja någon typ av krig och att sträva efter att undanröja alla orsaker till krig | „ |
| – källor | |   |

Anslutna grupper i Sverige är Kristna Freds, Ofog och Svenska Freds.